# Andecha Obrera
Andecha Obrera va ser una organització d'ideologia nacionalista asturià, actualment sense activitat, que durant la dècada dels anys 80 va fer esclatar diversos artefactes en objectius típics de les lluites obreres, com oficines del INEM o relacionats amb el conflicte naval.

## Accions documentades
- Al febrer de 1983 es dona a conèixer amb un atemptat al Banco Hispano Americano en Gijón.
- Mesos després, el 10 de maig de 1983 col·loca artefactes en dues sucursals bancàries de Gijón, que fa saber mitjançant una trucada a Radio Nacional de España en Astúries. El primer artefacte va fer explosió a la sucursal del Banco Hispano Americano, provocant nombrosos danys materials tant en el banc com en els voltants. Deu minuts més tard, equips de desactivació de la Guardia Civil van desactivar un altre artefacte compost d'un quilo col·locat en l'entrada principal del Banco Herrero. Es va relacionar la seva col·locació a conflictes laborals d'aquestes dues empreses.[1]
- El 30 de novembre de 1983 comet un atemptat contra el Club de Regates de Gijón que reivindicaria dos dies després amb una trucada al diari La Voz de Asturias. Notícia que publicava el Diario de Navarra a 2 de desembre 1983.
- Reprèn la seva activitat el simbòlic 1 de maig de 1985 explotant un artefacte de poca potència en un local comercial de Coca-Cola en el polígon industrial de Tremañes, Gijón.[2]
- La matinada del 22 de setembre de 1985 un artefacte de mitjana potència és esclatat de forma controlada en les inmediciaciones de l'Oficina d'Ocupació INEM) de Gijón per artificiers de la Guàrdia Civil.[3]